# Mahzor Vitry
Le Mahzor Vitry est un des plus anciens recueils de prières juives connus. Il a été compilé au XIe siècle par Simha ben Samuel de Vitry (probablement Vitry-en-Perthois), un élève de Rachi. Outre le texte des prières, il inclut aussi de nombreuses règles et décisions concernant les pratiques religieuses ainsi que des responsa de Rachi et d'autres sages de l'époque médiévale. On en possède encore aujourd'hui de très anciens manuscrits.
Cette œuvre devient bientôt un ouvrage de référence. Elle est citée dès le XIIe siècle notamment par Rabbenou Tam ou Isaac l'Ancien, le petit-fils de Simha.
Plus d’une vingtaine d'exemplaires en ont été conservés. La plus ancienne recension date du milieu du XIIe siècle (manuscrit no 535 de la collection Sassoon/Kalgsbald).
Un des manuscrits le plus ancien est connu comme le manuscrit de Reggio qui inclut les prières journalières (et leurs lois), la prière du soir, l'ordre des prières du Chabbat, les prières de Hanoucca et de Pourim, la Haggada de Pessah, des traductions en araméen des textes du septième jour de Pessah et des lois de Chavouot... Il inclut aussi  des piyyoutim (poèmes liturgiques), les règles du Chabbat, de l'érouv, du mariage et de la shehita. Il existe de nombreux ajouts au Mahzor. C'est ainsi qu'un manuscrit contient un commentaire de la Haggada de Pessah et un autre un commentaire du Pirke Avot.

## Sources
- (en) Wilhelm Bacher et Jacob Zallel Lauterbach, « Simhah B. Samuel of Vitry », sur Jewish Encyclopedia
- (en) Ernst Daniel Goldschmidt, « Mahzor Vitry », sur Jewish Virtual Library